# E-ninnu
E-ninnu (sum. é.ninnu, tłum. „Dom pięćdziesiątki”) – nazwa kompleksu świątynnego boga Ningirsu w mieście Girsu, znana m.in. z licznych inskrypcji budowlanych Gudei (koniec XXII wieku p.n.e.), władcy sumeryjskiego miasta-państwa Lagasz.

## Nazwa
E-ninnu („Dom pięćdziesiątki”) jest nazwą skróconą. Pełna nazwa kompleksu świątynnego brzmiała „Dom pięćdziesięciu białych ptaków Anzu” (sum. é.ninnu.anzumušen.bábbar). Odnosiła się ona najprawdopodobniej do znajdujących się w nim wizerunków (posągów, płaskorzeźb, malowideł?) legendarnego ptaka Anzu.

## Historia
Świątynia E-ninnu pojawia się po raz pierwszy w inskrypcjach budowlanych sumeryjskiego władcy Mesilima (XXVI wieku p.n.e.). Przebudowywana i rozbudowywana była następnie w drugiej połowie III tysiąclecia p.n.e. przez władców z I dynastii z Lagasz (m.in. przez Ur-Nansze, Enmetenę i Uruinimginę), z II dynastii z Lagasz (m.in. przez Ur-Babę, Gudeę, Ur-Ningirsu) oraz III dynastii z Ur (m.in. przez Szulgiego). W pierwszej połowie II tysiąclecia p.n.e. znajdowała się pod opieką królów Larsy (m.in. Warad-Sina) i Babilonu (m.in. Hammurabiego, który wymienia ją w prologu swego Kodeksu Praw).